# Centroclisis vitanda
Centroclisis vitanda is een insect uit de familie van de mierenleeuwen (Myrmeleontidae), die tot de orde netvleugeligen (Neuroptera) behoort. 
Centroclisis vitanda is voor het eerst wetenschappelijk beschreven door Navás in 1912.